# Megyerikum
A megyerikum szó egy értéket jelöl, amely tágabb értelemben annyit jelent, hogy egy megye számos értékkel, népművészeti és kulturális hagyománnyal, épített örökséggel, gasztronómiai nevezetességgel, gyógyvíz- és fürdőkultúrával rendelkezik, amelyek megőrzése feltétlenül indokolt és szükséges.

## Hogyan lehet valami megyei érték?
Amennyiben valaki élni szeretne egy településhez köthető érték nemzeti értékké nyilvánításának javaslattételével (melynek első lépése - a nemzeti értékpiramis elve szerint – az adott érték fellelhetőségének helye szerinti település értéktár bizottságához történő javaslat benyújtása), azonban a településen még nem jött létre értéktár bizottság, ebben az esetben javaslatát benyújthatja az adott település önkormányzatához, mely azt továbbítja az illetékes megyei értéktár bizottsághoz, avagy lehetséges a megyei értéktár bizottság közvetlen megkeresése is.
Ha egy érték már felvételt nyert a megyei értéktárba,akkor abból akár hungarikum is lehet. Ennek azonban többlépcsős,alulról építkező folyamata van. Ez hogy lehetséges? 
A nemzeti értékpiramis alulról építkező elvének megfelelően, a meghatározott formanyomtatvány kitöltésével bárki javasolhat értéket az alap szintű értéktárakba történő felvételre. A felvételt követően az immár ún. nemzeti érték felterjeszthető a Hungarikum Bizottsághoz a Magyar Értéktárban található kiemelkedő nemzeti értékek közé, majd pozitív döntést követően újabb felterjesztéssel a Hungarikumok Gyűjteményének hungarikumai közé.A magyarság jelenleg 67 hungarikumot számlál.

## Megyei értéktár bizottság
A Hungarikum törvényben foglaltak szerint a megyei önkormányzat megyei értéktárat és megyei értéktár bizottságot hozhat létre, amely szervezi a megye területén azonosított települési és tájegységi értéktárak adatainak összesítését, azonosítja a megye területén fellelhető nemzeti értékeket, dönt a megyei értéktárba bekerülő nemzeti értékekről, létrehozza a megyei értéktárat és nyilvántartás céljából megküldi azt a HB-nek.
A megyei önkormányzat feladatainak ellátására megbízhat a megye területén működő, már korábban is nemzeti értékek azonosítását, gondozását végző állami, megyei önkormányzati, egyházi vagy társadalmi szervezet által fenntartott intézményt, szervezetet vagy azok szervezeti egységeit (megyei szervezetet), mely döntésről a meghozatalát követő 30 napon belül a megyei önkormányzatnak a HB elnökét tájékoztatnia kell.
Az értéktár bizottság működési szabályzatát a megyei önkormányzat képviselő-testülete határozza meg. A bizottság legalább három tagból áll. Munkájába bevonja a helyi, illetve megyei közművelődési feladatellátás országos módszertani intézményét, továbbá értékek gyűjtésével, megőrzésével, hasznosításával foglalkozó országos és területi illetékességű szakmai és civil szervezeteket. Félévente, legkésőbb a félévet követő hónap utolsó napjáig beszámol tevékenységéről a megyei önkormányzat képviselő-testületének. Az értéktár bizottság működéséhez és feladatainak ellátásához szükséges pénzügyi, tárgyi és ügyviteli feltételeket a megyei önkormányzat – az általa jóváhagyott éves munka- és pénzügyi tervre figyelemmel – maga biztosítja.Egy megye területén fellelhető nemzeti értékek közül a megyei értéktár Bizottság által megyei értékké nyilvánított értékek adatait tartalmazó gyűjtemény. A törvény a megyei értéktár alatt a fővárosi értéktárat is érti.

## Kategóriák
- Agrár-és élelmiszergazdaság
- Turizmus és vendéglátás
- Kulturális örökség
- Természeti környezet
- Egészség és életmód
- Ipar és műszaki megoldások
- Sport
- Épített környezet

## Hány értékkel is rendelkeznek jelenleg a megyék?
- Bács-Kiskun megye: 141
- Baranya megye: 28
- Békés megye: 14
- Borsod-Abaúj Zemplén megye: 98
- Csongrád megye: 55
- Fejér megye: 16
- Győr-Moson-Sopron megye: 78
- Hajdú-Bihar megye: 67
- Heves megye: 16
- Jász-Nagykun-Szolnok megye: 56
- Komárom-Esztergom megye: 47
- Nógrád megye: 48
- Pest megye: 130
- Somogy megye: 93
- Szabolcs-Szatmár-Bereg megye: 24
- Tolna megye: 306
- Vas megye: 61
- Veszprém: 33
- Zala megye: 23